# رحيل (مسلسل)
رحيل هو مسلسل تلفزيوني مصري عُرض في شهر رمضان عام 1445 هـ (11 مارس 2024م)، على قناة أبوظبي، تدور الأحداث في إطار التشويق والإثارة، تدور أحداث المسلسل حول الفتاة "رحيل"، التي تعيش حياة بسيطة هادئة، ولكن تنقلب حياتها رأسًا على عقب، عندما تُتهم في إحدى القضايا وتدخل السجن.

## قصة المسلسل
تحكي قصة مسلسل رحيل عن فتاة من منطقة شعبية اسمها "رحيل"، وتقوم بدورها ياسمين صبري. تدور أحداث المسلسل عن المهندسة "رحيل" التي تنشأ في حيّ شعبيّ، ومع توالي الأحداث ترتبط عاطفيًا ببطل المسلسل الذي يقوم بدوره أحمد صلاح حسني. بطل مسلسل رحيل، يعمل في مجال تجارة الأخشاب ويلتقي بالفتاة "رحيل"، ويقرر الارتباط بها بعد إعجابه بها، وأيضًا من أجل مساعدتها خصوصًا مع الصعوبات التي تواجهها الفتاة الشابة في حياتها داخل الحارة الشعبية.
تواجه "رحيل" أزمة صعبة وتدخل إلى السجن بعد اتهامها في جريمة قتل، بعد مؤامرة من عدد من الشخصيات الرئيسية في المسلسل، ويقرر البطل مساعدة حبيبته من أجل إثبات براءتها من تهمة القتل، وتتوالى الأحداث.

## طاقم التمثيل
- ياسمين صبري
- أحمد بدير
- أحمد صيام
- أحمد صلاح حسني
- حازم سمير
- محمد الكيلاني
- هاجر الشرنوبي
- سماء إبراهيم
- عارفة عبد الرسول
- بسنت صيام
- عزت زين
- مي القاضي
- ليلى حسين
- عاصم ترك

## فريق العمل
- إنتاج: محمد محسن
- تأليف: محمد عبدالمعطي، باسم حسين، نادر سيف الدين، حسام حلمي
- إخراج: محمد عبد السلام

## روابط خارجية
- رحيل (مسلسل) على موقع قاعدة بيانات الأفلام العربية